# Maurice Cantor
Maurice Cantor (ur. 1 grudnia 1921, zm. 23 czerwca 2016) – francuski duchowny, biskup i założyciel Kościoła Maryi Panny.

## Życiorys
Maurice Cantor został wychowany i przyjął sakramenty wtajemniczenia w Kościele rzymskokatolickim. Kształcił się w Instytucie św. Józefa w Hawrze. W 1940 roku wstąpił do nowicjatu benedyktyńskiego przy opactwie w Saint-Wandrille-Rançon. Mnichem pozostawał do 1951 roku. Następnie przeszedł do pracy duszpasterskiej jako ksiądz diecezjalny. W latach 1951–1964 służył w archidiecezji Rouen. Był proboszczem w Auppegard i Thil-Manneville. W okresie soboru watykańskiego II nie zgadzając się z zapowiedzią reform tam sformułowanych opuścił dobrowolnie struktury Kościoła katolickiego i założył niezależną wspólnotę chrześcijańską. Postawił jej za cel niesienie posługi wśród tych wiernych, którzy z różnych przyczyn nie mogli jej uzyskać w Kościele rzymskokatolickim.
Dzięki pomocy swoich sympatyków zbudował ośrodek duszpasterski i kaplicę w Mont-Saint-Aignan. Przez kilka lat współpracował z Kościołami starokatolickimi tradycji gallikańskiej i mariawickiej. Podjął również starania o uzyskanie dla założonego przez siebie Kościoła sukcesji apostolskiej. W 1964 roku Maurice Cantor został konsekrowany na biskupa przez Charlesa de Poncellin d'Eschevannes. W 1965 roku przyjął święcenia sub conditione z rąk Gerarda Grateau. Następnie uzyskał je jeszcze dwukrotnie w 1966 roku. Najpierw przez posługę Louisa Jeana Marie Fournié, a później Hugh de Willmott Newmana.
W 1970 roku do wspólnoty w Mont-Saint-Aignan przystąpił były biskup rzymskokatolicki Mario Cornejo Radavero. Od niego Maurice Cantor również otrzymał sakrę biskupią sub conditione. Cornejo Radavero został ponadto szafarzem święceń dla kolejnych duchownych Kościoła Maryi Panny tak aby nie było wątpliwości co do ich ważności. 
W 1991 roku Maurice Cantor zrezygnował z przewodnictwa Kościołowi Maryi Panny i przeszedł na emeryturę. Nie zaprzestał jednak działalności. Jako biskup sprawował posługę do późnej starości. Zmarł w 2016 roku. 